# Баллата
Баллата (італ. ballata, від ballare танцювати) — поетична та музична форма в Італії XIII — початку XV століть, один з найхарактерніших жанрів періоду Ars nova ліричного змісту (нерідко з жартівливим і повчальним відтінком).

## Коротка характеристика
У XIII і першій половині XIV століть баллата — одноголосна (Герарделло Флорентійський, Лоренцо Флорентійський, багато анонімних баллат у рукописному кодексі Россі північноіталійського походження, серед них знаменита Amor mi fa cantar a la Francesca), з 2-ї половини XIV століття — багатоголосна танцювальна пісня. Баллату вважають прямою спадкоємицею французького віреле. Найвизначніші зразки музичної баллати створив композитор Франческо Ландіні (він же, ймовірно, був автором віршів). Серед інших авторів баллат — молодші сучасники та найближчі послідовники Ландіні: Нікколо Перуджійський, Бартоліно Падуанський, Андреа Флорентійський, Захар Терамський.
Поетична форма: рипреса (ripresa, приспів) + станца (stanza, заспів) + повтор рипреси. Станца, своєю чергою, ділиться на дві п'єди (pieda, стопа) і вольту (volta, поворот). Метрична структура рипреси та вольти однакова, структура п'єд інша. Кількість віршів у рипресі (вольті) варіюється від 1 до 4 (частіше 3), в п'єдах зазвичай по 2 вірші. Форма з однорядковою рипресою в сучасних джерелах називали ballata minima, з дворядковою — ballata minore, з трирядковою — ballata mezzana, з чотирирядковою — ballata grande. Зустрічаються баллати і з декількома станцами, при цьому рипреса звучить на початку, наприкінці і між усіма станцами, тобто рипреса+станца 1+рипреса+станца 2+рипреса.
Музична форма: два розділи (частини), як правило, з варіюванням музичних закінчень у другому розділі (рідше без такого варіювання), з так званими відкритою і закритою каденціями.
Наприклад, текстомузична форма 3-голосної баллати Non avrà ma' pietà Ландіні така:
|        | рипреса  | п'єда 1 | п'єда 2 | вольта   | ріпреса (повтор) |
| ------ | -------- | ------- | ------- | -------- | ---------------- |
| текст  | a11b7b11 | c11d11  | c11d11  | a11b7b11 | a11b7b11         |
| музика | A        | B1      | B2      | A        | A                |

Примітки до таблиці. Латинські малі літери вказують рими, підрядкові цифри поруч із ними — кількість складів у вірші. Латинські великі літери позначають музичні розділи. B1 і B2 — надрядкові цифри вказують на різні закінчення (відкрита і закрита каденції) музичних «півстроф».
Якщо баллата містить кілька «метастроф» (станца + рипреса), то вся послідовність музики та структури тексту (метрики та римування) у наступних «метастрофах» точно повторюється.

## Рецепція
У XV столітті баллата вийшла зі вжитку в музиці (останні зразки італійських баллат писали франко-фламандські композитори Йоганн Чиконія, Гійом Дюфаї та Арнольд де Лантен, що жили в Італії), але, як і раніше, була популярною в поезії (Симон де Проденцані, Лоренцо Медічі, Анджело Поліціано). Після тривалого забуття поетична баллата ожила в ХІХ столітті, у творчості італійських поетів Габріеле д'Аннунціо та Джозуе Кардуччі.